# Masuma Esmati-Wardak
Masuma Esmati-Wardak, née à Kaboul en 1930 et morte le 22 août 2016, est une écrivaine et femme politique afghane. Elle est l'une des premières femmes à siéger au parlement afghan. Elle est présidente du Conseil des femmes afghanes puis devient ministre de l'Éducation (en) en 1990.

## Biographie
Masuma Esmati-Wardak est née en 1930 à Kaboul. En 1953, elle est diplômée du Kabul Women's College puis obtient un diplôme en commerce aux États-Unis en 1958.
En 1959, lorsque le Premier ministre Mohammed Daoud Khan appelle les femmes afghanes à retirer leurs voiles, elle est, avec Kubra Noorzai, une des premières femmes à apparaître en public en Afghanistan sans voile, suivant ainsi l'exemple de la reine Humaira Begum.
En 1964, le roi Mohammed Zahir Shah la nomme à un comité consultatif chargé d'examiner le projet de constitution de 1964 (en) qui accorde aux femmes le droit de voter et de se présenter aux élections. En 1965, elle est l'une des quatre premières femmes, avec Roqia Abubakr, Khadija Ahrari et Anahita Ratebzad, élues à la Chambre du peuple du Parlement, représentant Kandahar. Elle devient l'une des principales défenseures des droits des femmes du pays,. Elle est la seule des quatre femmes élues en 1965 à se présenter pour une réélection en 1969, mais perd alors son siège,.
En 1987 et jusqu'en 1989, elle est présidente du Conseil des femmes afghanes (AWC). Sous sa présidence, le Conseil obtient des avancées pour les droits des femmes, en particulier en ce qui concerne l'éducation, sans toutefois parvenir à atteindre les zones rurales. Le Conseil organise également des formations professionnelles pour les femmes qui, en raison de la guerre, sont amenées à intégrer davantage le monde du travail. Au moment de la disparition de l'AWC en 1992, 230 000 filles étudient dans des écoles à travers l'Afghanistan et environ sept mille femmes afghanes suivent un enseignement supérieur. Il y avait environ 190 femmes professeurs et 22 000 enseignantes,,,,.
En mai 1990, elle est nommée ministre de l'Éducation et de la Formation dans le gouvernement de Mohammad Najibullah.